# 有効長

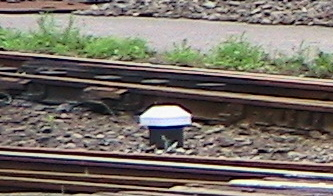
車両接触限界標識

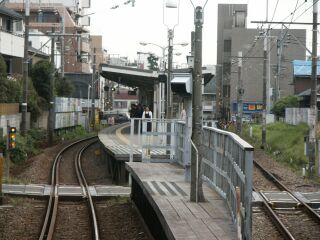
東急電鉄大井町線の九品仏駅のプラットホーム
踏切を挟んだ写真手前のホームには乗客が立ち入りが出来ない構造になっており、停車の際にここにかかる車両はドアカットを行う。

鉄道設備における有効長（ゆうこうちょう）とは、停車場内で列車が発着する線路で分岐器手前の車両接触限界の間の距離または車両数のこと。線路有効長ともいう。
線路有効長は列車の長さに、停車位置の誤差や出発信号機を確認できる距離などを加えて求める。運転業務面では、ダイヤ作成担当者は、プラットホームないし行き違い設備などの有効長を考慮して列車の設定を行う。

## 車両接触限界
車両接触限界とは、線路が分岐している箇所において他の線路の車両が接触する限界の地点のことで、その地点には車両接触限界標識という低い角柱が立てられている（積雪地では高くなっている）。停車場に列車が停車する場合は隣接する線路の車両と接触しないよう、この車両接触限界標識の内側に収まるようにしなくてはならない。
一切のズレなく列車を停車させることは不可能である上に、すれ違いや乗降客などの車両の横揺れなどを考慮しなければならないため、ある程度の余裕を持たせる必要がある。

## プラットホーム有効長
また、特に駅においてはプラットホームにかかる車両数で表し、これをプラットホーム有効長という。ホーム有効長が足りず、列車がホームにかからなければドアを開けずドアカットを行うか、その手前の駅で解結を行って少ない車両数で対応することになる。例として前者は東急電鉄の九品仏駅や東日本旅客鉄道の田浦駅など、後者は北陸本線内の新快速や近鉄名古屋線の準急などがある。